# Subdiviziunile Suediei
Suedia este împărțită administrativ în 21 de comitate (län). În fiecare comitat există un birou administrativ (länsstyrelse) numit de guvern și un consiliu (landsting) ales. Fiecare comitat este mai departe divizat în comune (kommuner), în total, în 2014 existând un număr de 290 pe tot teritoriul Suediei.

## Comitate
| Comitat                   | Nume original (în limba suedeză)           | Indicativ | Reședință  | Populație | Suprafață | Hartă              |
| ------------------------- | ------------------------------------------ | --------- | ---------- | --------- | --------- | ------------------ |
| Comitatul Blekinge        | Blekinge län                               | K         | Karlskrona | 151 486   | 2 947     | Comitatele Suediei |
| Comitatul Dalarna         | Dalarnas län                               | W         | Falun      | 275 823   | 28 196    |                    |
| Comitatul Gotland         | Gotlands län                               | I         | Visby      | 57 427    | 3 151     |                    |
| Comitatul Gävleborg       | Gävleborgs län                             | X         | Gävle      | 275 780   | 18 200    |                    |
| Comitatul Halland         | Hallands län                               | N         | Halmstad   | 288 527   | 5 462     |                    |
| Comitatul Jämtland        | Jämtlands län                              | Z         | Östersund  | 126 917   | 49 343    |                    |
| Comitatul Jönköping       | Jönköpings län                             | F         | Jönköping  | 331 247   | 10 495    |                    |
| Comitatul Kalmar          | Kalmar län                                 | H         | Kalmar     | 233 999   | 11 219    |                    |
| Comitatul Kronoberg       | Kronobergs län                             | G         | Växjö      | 179 500   | 8 467     |                    |
| Comitatul Norrbotten      | Norrbottens län                            | BD        | Luleå      | 251 981   | 98 249    |                    |
| Comitatul Scania          | Skåne län                                  | M         | Malmö      | 1 181 545 | 11 035    |                    |
| Comitatul Stockholm       | Stockholms län                             | AB        | Stockholm  | 1 912 787 | 6 519     |                    |
| Comitatul Södermanland    | Södermanlands län Sörmlands län (informal) | D         | Nyköping   | 262 980   | 6 103     |                    |
| Comitatul Uppsala         | Uppsala län                                | C         | Uppsala    | 306 246   | 7 037     |                    |
| Comitatul Värmland        | Värmlands län                              | S         | Karlstad   | 273 511   | 17 591    |                    |
| Comitatul Västerbotten    | Västerbottens län                          | AC        | Umeå       | 257 582   | 55 190    |                    |
| Comitatul Västernorrland  | Västernorrlands län                        | Y         | Härnösand  | 244 196   | 21 685    |                    |
| Comitatul Västmanland     | Västmanlands län                           | U         | Västerås   | 262 060   | 6 318     |                    |
| Comitatul Västra Götaland | Västra Götalands län                       | O         | Göteborg   | 1 537 444 | 23 956    |                    |
| Comitatul Örebro          | Örebro län                                 | T         | Örebro     | 274 877   | 8 546     |                    |
| Comitatul Östergötland    | Östergötlands län                          | E         | Linköping  | 417 636   | 10 645    |                    |

## Riksområden

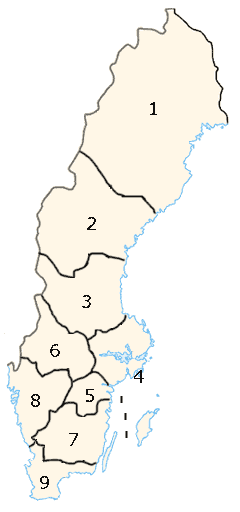
Propunerea de regiuni ale Suediei

Uniunea Europeană a impus formarea unor entități de nivel 2 pentru Nomenclatorul Unităților Teritoriale pentru Statistică (NUTS) deoarece comitatele corespund nivelului 3 NUTS. Astfel comitatele au fost grupate în 8 Zone Naționale (Riksområden): Stockholm, Suedia de mijloc estică, Suedia de mijloc nordică, Norrland de mijloc, Norrland Superior, Småland și insulele, Suedia de Vest și Suedia de Sud.

## Regiuni propuse

Regiunile propuse

Actualmente are loc o discuție referitoare la crearea unui număr de 6 sau 9 regiuni ce corespund aproximativ actualelor Zone Naționale cu caracter administrativ. Acestea, dacă sunt aprobate, ar trebui să intre în vigoare în anul 2015.
| 1. Norra Sverige: Norrbottens län + Västerbottens län + Jämtlands län + Västernorrlands län + Nordanstig și Hudiksvall 2. Bergslagen: restul din Gävleborgs län + Dalarnas län + Örebro län + Värmlands län 3. Mälardalen: Stockholms län + Uppsala län + Södermanlands län + Västmanlands län + Gotlands län 4. Västra Götaland: Västra Götalands län + Hallands län 5. Östra Götaland: Östergötlands län + Jönköpings län + Kronobergs län + Kalmar län 6. Södra Götaland: Skåne län + Blekinge län | 1. Norra Sverige: Norrbottens län + Västerbottens län + Örnsköldsvik 2. Mellannorrland: Jämtlands län + Västernorrlands län (exceptând Örnsköldsvik) + Nordanstig și Hudiksvall 3. Dalarna-Gävleborg: Dalarnas län + Gävleborgs län (exceptând Nordanstig și Hudiksvall) 4. Västra Svealand: Värmlands län + Örebro län 5. Mälardalen: Stockholms län + Uppsala län + Södermanlands län + Västmanlands län + Gotlands län 6. Västra Götaland: Västra Götalands län + Hallands län 7. Östergötland: Östergötlands län + Västervik 8. Småland: Jönköpings län + Kronobergs län + Kalmar län (exceptând Västervik) 9. Södra Götaland: Skåne län + Blekinge län |